# ليز لارسن
ليز لارسن (بالإنجليزية: Liz Larsen)‏ هي ممثلة أمريكية، ولدت في 16 يناير 1959 في فيلادلفيا في الولايات المتحدة.

## وصلات خارجية
- ليز لارسن على موقع IMDb (الإنجليزية)
- ليز لارسن على موقع ألو سيني (الفرنسية)
- ليز لارسن على موقع ميوزك برينز (الإنجليزية)
- ليز لارسن على موقع قاعدة بيانات برودواي على الإنترنت (الإنجليزية)
- ليز لارسن على موقع قاعدة بيانات الفيلم (الإنجليزية)
- ليز لارسن على موقع كينوبويسك (الروسية)